# Obrubovanec
Obrubovanec (1020,4 m) je vrch ve Veporských vrších.
Nachází se v centrální části pohoří, západně od vrchu Tlstý javor i stejnojmenného sedla. Vrch je, podobně jako sousední Tlstý javor, částečně zalesněný a nabízí omezené výhledy jižním směrem. Právě jižní svahy pokrývají rozsáhlé palouky, využívané pro pastvu skotu a ovcí.
Na severních svazích pramení Obrubovanský potok a Vydrovo. Jižní svahy klesají do Kamenisté doliny.

## Přístup
- po  značce (Rudná magistrála) ze sedla Tlstý javor (stezka však nevede až na vrchol, ten traverzuje jižním okrajem)